# Гримсей (Стейнгримс-фьорд)
Гримсей (исл. Grímsey, исландское произношение: [ˈkrimsei]) — небольшой остров у берегов Исландии. Расположен в Стейнгримс-фьорде напротив деревни Драунгснес (община Кальдрананесхреппюр региона Вестфирдир).

## Этимология названия
Своё название остров (исл. Grímsey, дословно — «остров Гримюра») получил от имени первопоселенца Грима Ингьяльдссона, который прибыл из Норвегии в IX веке и жил на этом острове.

## Характеристика
Остров Гримсей является самым большим островом во всем фьордовом комплексе Хунафлоуи, на северо-западе Исландии. Длина острова составляет 1,63 километра, ширина — 0,45 километра.
В Книга о заселении Исландии говорит, что в IX веке из Норвегии на этот остров прибыл Грим сын Ингьяльда из Хаддингьядалюр, провёл на нём один год и утонул в лодке к конце зимы:

Звали его Гримюром сыном Ингьяльда, сына Хроальда из Хаддингядалура, брата Асы берсерка. Отправился он в Исландию в поисках земель и приплыл на север страны. Провел он зиму на Гримсей в Стейнгримс-фьорде. Жену его звали Бергдис, а их сына Торир…

…Но позже зимой Грим и его люди так плыли, что только мальчик [сын Гримюра] оказался на суше; они же все погибли.
Оригинальный текст (исланд.)Grímur hét maður Ingjaldsson, Hróaldssonar úr Haddingjadal, bróðir Ása bersis. Hann fór til Íslands í landaleit og sigldi fyrir norðan landið. Hann var um veturinn í Grímsey á Steingrímsfirði. Bergdís hét kona hans, en Þórir son þeirra...

...En síðar um veturinn röru þeir Grímur svo, að sveinninn var á landi; þá týndust þeir allir.

После этого вплоть до XX века острове существовало маленькое поселение (фермерская усадьба), затем Гримсей был заброшен и использовался только для сезонной охоты на песцов, которых из-за обилия птиц всегда было достаточно на острове.
В 1915 году на острове был построен маяк, который пришлось перестраивать в 1949 году после того, как во время Второй мировой войны он был разрушен немцами во время бомбардировки острова.
На Гримсей есть огромная колония тупиков, где по оценкам ученых гнездится более 1 % исландской популяции этого вида (около 23 250 пар). Другие гнездящиеся на острове виды птицы включают глупышей, моёвок, обыкновенных гаг, хохлатых бакланов и гагарок. Остров считается колонией морских птиц международного значения (≥10 000 пар) и внесён в Реестр природного наследия Исландии и список Ключевых орнитологических территорий.
В 1963 году рыбаки из Хоульмавика, Эйнар Хансен и его сын, обнаружили на берегу острова огромную морскую черепаху весом 400 кг и длиной 157 см. Им удалось прикрепить крючок для акулы ко рту черепахи и протащить за собой на буксире в гавань в Хоульмавик. Сначала черепаха хранилась в холодильнике для рыбы, а затем была куплена Исландским музеем естественной истории, где ученым удалось установить, что это кожистая черепаха Dermochelys coriacea, являющаяся крупнейшим видом черепах в мире. Это первый и единственный случай, когда в Исландии была найдена черепаха, попавшая на остров естественным путем.
Летом на Гримсей регулярно отправляются катера из расположенной поблизости деревни Драунгснес.